# Jibbs
Jovan Campbell (13 november 1990 in St. Louis, Missouri) is een Amerikaanse rapper, beter bekend als Jibbs.

## Albums
- 2006: Jibbs feat. Jibbs
- 2008: Untitled Studio Album

## Solosingles
- 2006: Chain Hang Low
- 2006: King Kong (met Chamillionaire)
- 2007: Go Too Far (met Melody Thornton)
- 2007: Smile (met Fabo)